# Унижение
Униже́ние, унижа́ть, уни́зить, принижа́ть, прини́зить — поведение человека, целью или результатом которого является падение у унижаемого чувства собственного достоинства и его достоинства в глазах других людей; один из видов психологического насилия (имеет общее с оскорблением и обидой)

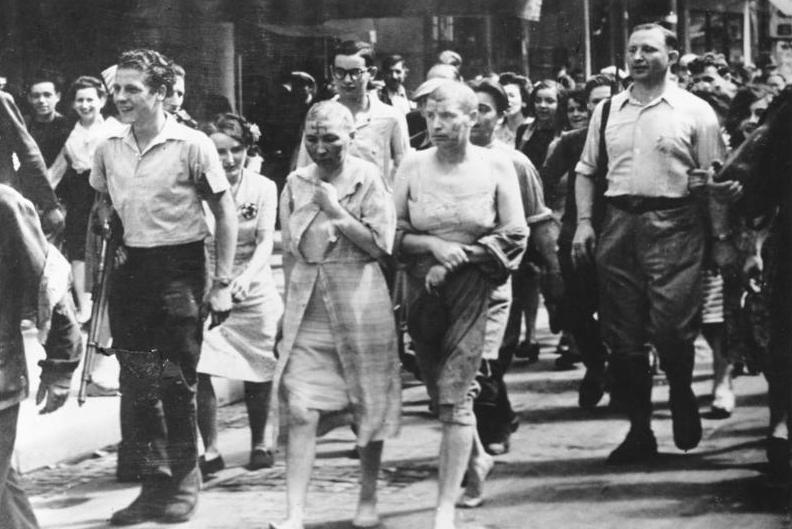
Париж, 1944 год: Женщин, обвинённых в коллаборационизме, проводят по городу с обритыми головами.

Действие унижающего — униже́ние. Унижа́ть, уни́зить — что-либо или кого-либо, бесславить, поругать, лишать достоинства, порицать и осуждать уважаемое другими людьми. Унижение может совершаться для самоутверждения или издевательства, так и являться, например, способом абьюзивного воспитания. Унижение является психологической травмой и может стать причиной различных психических расстройств. Инициатор унижения чаще всего становится врагом жертвы на долгое время или навсегда.

## Воздействие на психику
Унижение является серьёзным ударом для благополучия человека, поскольку чувство собственного достоинства и достоинства в глазах других людей является важной моральной ценностью человека. По пирамиде потребностей Маслоу эти ценности располагаются на четвёртом уровне. Именно поэтому, пережив серьёзное унижение или большое количество длительных унижений, человек зачастую бессознательно старается всеми путями избежать подобного в будущем. Поэтому он бессознательно перестраховывается, неосознанно ожидая от любого человека унижения. Это вызывает дезорганизацию отношений с обществом — приводит к необщительности, озлобленности и так далее.
Наибольшее воздействие на личность человека унижения оказывают в детстве, поскольку в этот период происходит формирование базовых представлений о мире и обществе.

## В литературе

### Стихотворение
- Николай Степанович Гумилёв, «Униженье», Стихотворения 1917. Из сборника «К Синей звезде». Опубл.: Гумилёв Н. К Синей звезде: Неизд. стихи 1918 г. — Берлин: Петрополис, 1923 год.
- Александр Александрович Блок, «Унижение», Страшный мир (1909 — 1916), Серебряный век: Блок. Стихотворения 1911 год.